# Đại vương công Áo

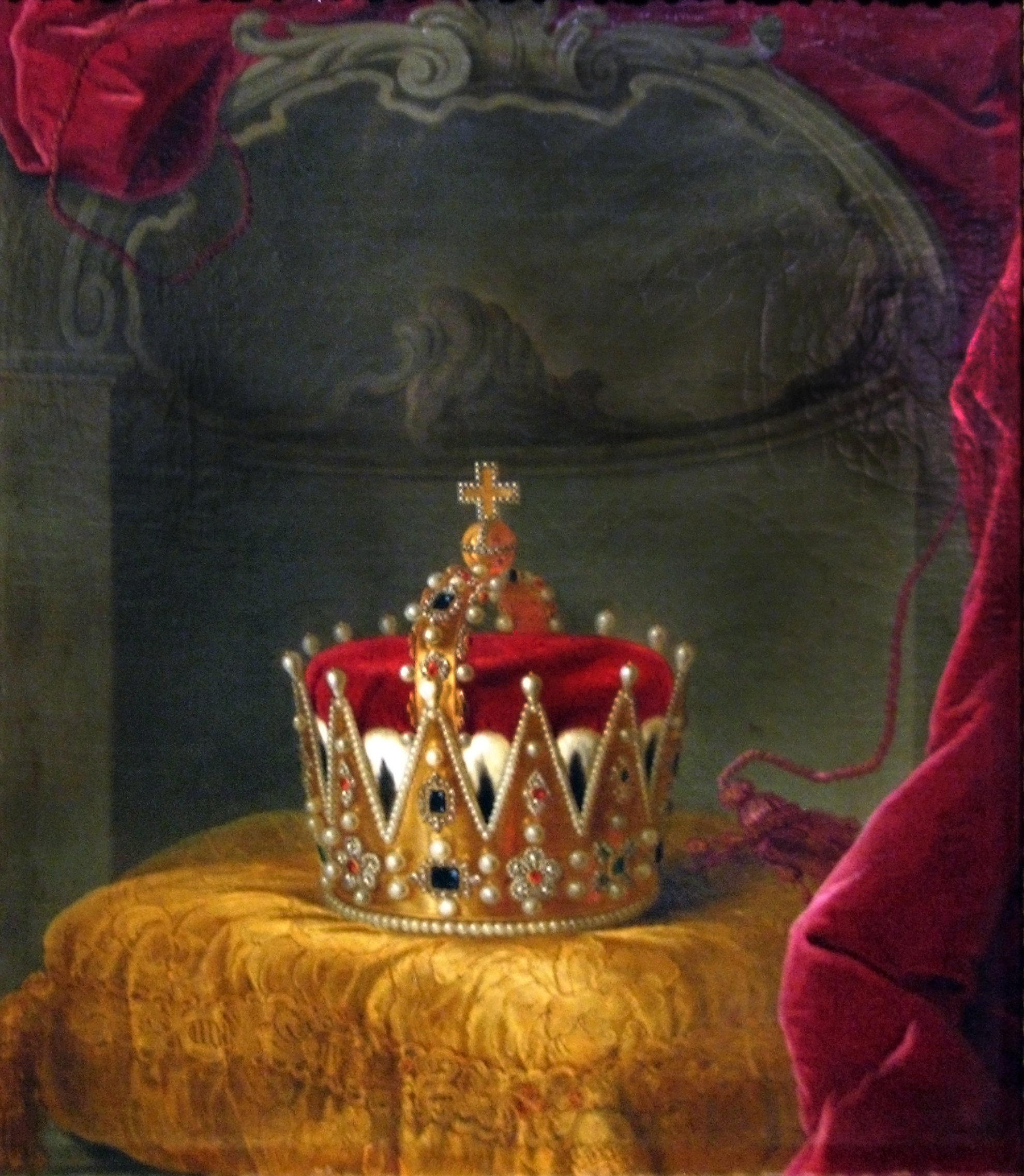
Một chiếc mũ (coronet) của Đại công tước Áo.

Đại vương công Áo (tiếng Đức: Erzherzog, dạng nữ: Erzherzogin), nhiều tài liệu còn dịch là Đại công tước Áo, là tước hiệu có từ năm 1453 tới năm 1918 của tất cả các người đứng đầu Đại Công quốc Áo của dòng họ Habsburg và từ năm 1780 là Vương tộc Habsburg-Lothringen. Từ năm 1463, họ cũng thường là Hoàng đế La Mã Thần thánh và từ năm 1804 là Hoàng đế của Đế quốc Áo.
Khi dòng họ Habsburg còn cho phép phân chia lãnh thổ cho tới thế kỷ 17 và nhiều hoàng tử cùng song song trị vì các lãnh thổ, thì họ cũng được gọi là Đại công tước. Từ năm 1804, đây cũng là tước hiệu của tất cả con cái hoàng đế Áo dòng họ Habsburg-Lothringen.

## Lịch sử
Nguyên thủy, tước hiệu này bắt nguồn từ danh xưng Pfalzerzherzog, tạm dịch là Cung trung Công tước. Nó được Công tước Rudolf IV đặt ra vào năm 1356. Sắc lệnh vàng (tiếng La tinh: aurea bulla) năm 1356 của Hoàng đế Karl IV quy định những công tước hay hầu tước có quyền được bầu hoàng đế, điều này gắn liền với một loạt các đặc quyền khác. Nước Áo không được nhắc đến trong sắc lệnh này nên ngay sau đó Rudolf đã cho giả mạo một đặc quyền (Privilegium Maius) mà trong đó ngoài những điều khác ra còn ban cho ông tước hiệu Pfalzerzherzog và như vậy là đặt ông ngang hàng với các tuyển hầu (Kurfürst), đứng trên các công tước (Herzog) khác. Thế nhưng tước hiệu này không được hoàng đế chấp nhận. Mãi đến năm 1453 Hoàng đế Friedrich III mới công nhận tước hiệu này và vì thế làm cho tước hiệu này trở thành luật lệ có giá trị. Từ đấy, nước Áo là một Đại công quốc (tiếng Đức: Erzherzogtum, tạm dịch là Vương công quốc) và tước hiệu này trở thành một đặc điểm của dòng họ Habsburg. Tước hiệu Đại công tước Áo là do muốn có quan hệ đến các tuyển hầu tước, những người còn được biết đến thuộc đẳng cấp đại vương hầu (Erzfürst). Danh hiệu Erzherzog được Ernst Sắt đá (Ernst der Eiserne) sử dụng lần đầu tiên.
Trong bức chân dung của Rudolf IV, tước hiệu này được biểu tượng bằng một vương miện Đại vương công Áo, nhưng thật ra vương miện này không có thật. Erst Sắt đá đã cho làm một vương miện tương tự và khi Đại vương công Ferdinand II qua đời năm 1559 một vương miện như vậy cũng được chế tạo. Tuy vậy vương miện thật sự của Đại công quốc Áo, được gọi là Mão đại vương công (Erzherzoghut) được làm theo yêu cầu của Maximilian III và từ đấy được giữ trong tu viện Klosterneuburg (Áo). Mỗi khi có lễ thần phục của một đại công tước, chiếc mũ này được mang đến Viên (Áo), lần cuối cùng là năm 1835. Thêm vào đó là vẫn còn 2 chiếc vương miện đại công tước Áo khác hiện vẫn còn giữ được, một chiếc ở Maria Stein gần Wörgl của vùng Tirol và ở Steiermark (Áo). Vương miện do Joseph II đặt làm khi ông lên ngôi Hoàng đế của Đế quốc La Mã Thần thánh hiện chỉ còn lại phần vải.
Cho đến năm 1918 Áo chỉ là một đại công quốc (Erzherzogtum), bao gồm hai tiểu bang Oberösterreich (Thượng Áo) và Niederösterreich (Hạ Áo) ngày nay của nước Áo. Danh hiệu đế quốc Áo (Kaisertum Österreich) được tạo ra năm 1804 dùng để chỉ toàn bộ đất đai của dòng họ Habsburg mà trong đó bao gồm cả Đại công quốc Áo.

## Danh sách các Đại Công tước Áo:
1. Burkhard: 955 - 976, Bá tước đầu tiên của đất Bá tước Áo, do Hoàng đế Otto I phân phong năm 955
2. Leopold I: 976-994
3. Henri I "Mạnh mẽ": 994-1018
4. Adalbert "Người chiến thắng": 1018–1055
5. Ernest "Dũng cảm": 1055–1075
6. Leopold II "Thẳng thắn": 1075-1095
7. Leopold III "Người tốt": 1095-1136
8. Leopold IV "Người rộng lượng": 1137-1141
9. Henri II: 1141-1177, ông này thuộc nhà Babenberg, vào năm 1156 thì xưng là Công tước Áo
10. Leopold V "Người đức hạnh": 1177-1194
11. Frederick I "Người Công giáo": 1195-1198
12. Leopold VI "Người rộng lượng": 1198-1230
13. Frederick II "Kẻ gây gổ": 1230-1246
14. Vladislaus của Moravia: 1246-1247
15. Herman VI của Baden: 1248-1250
16. Frederick I của Baden: 1250-1268
17. Ottokar II của Bohemia: 1251-1278
18. Rudolf I: 1278-1282, công tước đầu tiên của họ Habsburg
19. Albert I: 1282-1308
20. Rudolf II "Phóng khoáng":1282-1283
21. Rudolf III "Người tốt": 1298-1307
22. Frederick I "Đẹp trai":1308-1330
23. Leopold I "Lộng lẫy": 1308-1326
24. Albert II "Người khôn ngoan": 1330-1358
25. Otto I "Người vui vẻ": 1330-1339
26. Frederick II - Leopold II: 1339-1344
27. Rudolf IV "Người sáng lập": 1358-1365
28. Albert III "Người thắt bím tóc": 1365-1379
29. Leopold III "Người đúng đắn": 1365-1379. Sau cái chết của ông, lãnh thổ Áo bị chia đôi: Thượng Áo và Hạ Áo
30. Albert III: 1379-1395
31. Albert IV "Người kiên nhẫn": 1395-1404
32. Albert V: 1404-1439
33. Ladislaus I "Di chúc":1440-1457. Thời ông, lãnh thổ Áo được nâng lên thành đại Đại công tước vào năm 1453
34. Frederick V "Người hòa bình": 1457-1493
35. Maximilian I: 1493-1519. Thời ông, lãnh thổ nước Áo được thống nhất vào năm 1493
36. Charles I: 1519-1521
37. Ferdinand I: 1521-1564. Sau cái chết của ông, lãnh thổ Áo lại bị chia tách 3 vùng Thượng và Hạ Áo, Tyrol...
38. Maximilian II: 1564-1576, dòng chính ở đất công tước Áo
39. Rudolf V: 1576-1608
40. Matthias: 1608-1619
41. Albert VII: 1619
42. Ferdinand III: 1619-1637, lãnh thổ Áo được thống nhất lần 2, riêng Hạ Áo được tự trị
43. Ferdinand IV: 1637-1657
44. Leopold VI: 1665-1705. Thời Leopold VI, vùng Hạ Áo bị đại công tước chinh phục và sáp nhập vào năm 1665
45. Joseph I: 1705-1711
46. Charles III: 1711-1740
47. Maria Theresa: 1740-1780, cai trị cùng chồng là Francis I Stephen
48. Joseph II: 1765-1790
49. Leopold VII: 1790-1792
50. Francis II: 1792-1835, ông xưng làm Hoàng đế Áo từ năm 1804
51. Ferdinand I: 1835-1848
52. Francis Joseph I: 1848-1916
53. Charles II: 1916-12 tháng 11 năm 1918